# Lycaeides stempfferschmidti
Lycaeides stempfferschmidti är en fjärilsart som beskrevs av Beuret 1934. Lycaeides stempfferschmidti ingår i släktet Lycaeides och familjen juvelvingar. Inga underarter finns listade i Catalogue of Life.